# Rejon lachowicki
Rejon lachowicki (biał. Ля́хавіцкі раён, Lachawicki rajon, ros. Ля́ховичский райо́н, Lachowiczskij rajon) – rejon w południowo-zachodniej Białorusi, w obwodzie brzeskim.

## Geografia
Rejon lachowicki ma powierzchnię 1352,31 km². Lasy zajmują powierzchnię 502,19 km², bagna 80,79 km², obiekty wodne 21,33 km².

## Ludność
- W 2009 roku rejon zamieszkiwało 30 498 osób, w tym 10 997 w mieście i 19 501 na wsi[2].
- 1 stycznia 2010 roku rejon zamieszkiwało ok. 30 300 osób, w tym ok. 11 000 w mieście i ok. 19,3 na wsi[3].

## Podział administracyjny
W skład rejonu wchodzą miasto Lachowicze oraz 8 następujących sielsowietów:
- Honczary
- Końki
- Krzywoszyn
- Nacza
- Nowosiółki
- Olchowce
- Ostrów
- Żerebkowicze.